# حبة من القمح
حَبّةُ قَّمحِ هي رواية كتبها الروائي الكيني الروائي (نغوغي وا ثيونغو) وقد نَشرها ل أول مرة مُتَأثِراً من النفوذ الذي كان في سلسلة (هاينمان أفريقيا) للرِوائيين الأفريقيين. و قد ألفها أثناء دِراسته في جامعة ليدز [1] ونشرت لأول مرة عام 1967بوساطة دار (هاينمان) للنشر. أُخِذَ العنوان من الإنجيل بحسب القديس يوحنا ،( 12:24). تجمع الرواية العديد من القصص التي حصلت أثناء حالة الطوارئ في صراع كينيا من أجل الاستقلال (1952-1959)، مع التركيز على موجو الهادئ، الذي يحكمُ حياتهِ سرٌ غامض. تدور الحبكة حول استعدادات قريته للاحتفال بيوم الاستقلال في كينيا ، المسمى يوم (أوهورو). في ذلك اليوم، يخطط المقاتلون السابقون في المقاومة الجنرال (آر) و(كويناندو) لإعدام الخائن الذي خذل (كيهيكا) أمام الناس. وكيهيكا هو (أحد مقاتلي المقاومة البطولية المنحدرين من اصول القرية).